# Julius Micrander
Julius Erici Micrander Uplandiensis, född 25 december 1640 troligen i Tierps socken i Uppland, död 2 mars 1702 i Säbrå, var en svensk professor, rektor för Uppsala universitet, riksdagsman och superintendent.

## Biografi
Julius Micranders far Ericus Georgi Micrander var kyrkoherde från Tierp och modern hette Benedicta Eriksdotter. Julius Micrander hade inte fyllt tio år när han blev student vid Uppsala universitet, där han vid 28 års ålder tog magistergraden under Samuel Skunck med De educatione liberorum. Han anställdes därpå som akademisekreterare, och var samtidigt adjunkt vid universitetet. Han befann sig ett år utomlands på studieresor. 1676 fick han tjänst som extra ordinarie professor i grekiska, en tjänst som året därefter blev ordinarie. Micrander var preses för 43 avhandlingar, varav de flesta tillkom i denna professur. En av hans respondenter var brodern Ericus Micrander (Dissertatio philosophica de demagogis occasione, 1674). 
I nämnda befattning hade han emellertid tilldragit sig intresse från universitetskansler Magnus Gabriel De la Gardie som 1685 utsåg honom till tredje teologie professor. Han prästvigdes och skötte professuren samtidigt som han var kyrkoherde i först Börje och sedan Vaksala församling. 1687 fick han den andre professuren i teologi. Som teologie professor hamnade han i stormens öga av den cartesianska striden som härjade på universitetet, och deltog på Henricus Schütz sida. Micrander var påverkad av den tyske teologen Johann Adam Osiander och utgav dennes häftigt anticartesianska Collegium theologicum in præcipuas controversias theologicas habitum olim i Sverige år 1690. Striden grundades på att det ortodoxt aristoteliska lägret, teologerna som Micrander tillhörde, ansåg att Descartes filosofi hotade den rena evangeliska läran. Under striden utkämpades också en kamp om universitetets disputationsväsende, kampen om de kommande generationerna professorer och lärare. Kungen befallde uttryckligen Micrander att rensa akademiprotokoll från de kränkningar som bevarats för eftervärlden under stridens hetta. Vid riksdagen 1689 insattes Micrander i en kommission som skulle yttra sig om cartesianismen.
Micrander var riksdagsman 1689 och 1697. 1697 var det en rangtvist i prästeståndet, och Micrander hävdade att Norrlandsprästerna blev förolämpade. Under åren 1691-1693 biträdde Micrander vid revisionen av den svedbergska psalmboken, och han gav sitt stöd till Jesper Svedberg som med anledning därav kritiserades för bristande renlärighet. Han granskade bibelkommissionens översättning, och deltog i Erik Benzelius d.ä.s katekesarbete där han backade upp dennes pedagogiska idéer. År 1693 blev han teologie doktor, och utsågs samma år till inspektor för Roslags nation. Han var rektor för Uppsala universitet hösten 1685 och våren 1692.
När Micrander 1694 utsågs till superintendent i Härnösands stift (som då även innefattade Luleå stift) var han en omstridd person på grund av sitt ställningstagande och agerande i den cartesianska striden. Han tillträdde ett stift som härjades av nödår, och som utökades med de nyligen försvenskade landskapen Jämtland och Härjedalen. Stadskyrkan i Härnösand, där superintendenten var kyrkoherde, renoverades, och han verkade för att få biskopsgården flyttad från Säbrå till staden.
I Knöösiska samlingen finns personverser på grekiska av Micrander.
1674 gifte sig Micrander med Anna Halenia, dotter till kontraktsprosten Johan Halenius av släkten Halenius och Elsa Enstadia, och på fädernet ättling till ärkebiskop Petrus Kenicius från Bureätten. Hustrun var kusin till Andreas Grubb och Laurentius Jonæ Halenius. Julius bror, livmedicus Lars adlades Lilliestolpe.